# Meteoorhamer
De meteoorhamer is een ongeveer vijf meter lang koord met aan elk uiteinde een gewichtje. Het valt onder de flexibele wapens en is oorspronkelijk ontwikkeld als jachtwapen.

## Gebruik
De gebruiker kan het koord om zijn nek, romp, schouder, elleboog, pols, benen en voeten wikkelen om zo extra voorwaartse snelheid te verkrijgen, net zoals bij de dart rope. Het wapen is niet vergevingsgezind voor de gebruiker, dus oefenen met apenvuistjes, dit is een werpknoop,  in plaats van metalen ballen aan het uiteinde van het touw is aan te raden.
Jongleurs gebruiken een ongeveer twee meter lange versie om mee te kunnen poien en te stokdraaien. Door het gewicht aan de uiteinden wordt het koord opgespannen en ziet het er uit als een stok.